# Ітомбве
3°30′00″ пд. ш. 28°55′00″ сх. д. / 3.5° пд. ш. 28.91666667° сх. д.
Ітомбве — гірський масив на сході Демократичної Республіки Конго. Вони проходять вздовж західного узбережжя північної частини озера Танганьїка і є частиною Альбертинського рифту. Ці гори простягаються від гір Рувензорі на півночі до нагір'я Марунгу на півдні. Найвища вершина — гора Мохі (3475 м над рівнем моря.

## Флора і фауна
Гори вкриті, переважно, гірським дощовим лісом, який у західній частині перемішаний з бумбуковим лісом та пасовищами. Тут зафіксовано п'ятдесят шість видів ссавців. У горах мешкають східні рівнинні горили, шимпанзе та африканські саванові слони. Дослідження 1996 року виявило в масиві щонайменше 860 горил. Також тут виявлено 565 видів птахів, з них 31 є ендеміками Альбертинського розлому, а три види знайдені лише тут.

## Населення
Північний регіон Ітомбве населений племенами бафуліро, бабембе, баніїнду та баші, з щільністю населення понад 100 осіб на квадратний кілометр. Щільність населення на західному схилі та високому плато Ітомбве нижча — від 10 до 20 осіб на квадратний кілометр. У цій місцевості проживають народності балега та бабембе. Наприкінці XIX століття в землі народу бабембе з Руанди мігрували баньямуленге (етнічні тутсі), в результаті чого виникла напруженість між обома народами. На річці Рузізі та на березі озера Танганьїка мешкає народність бавіра.